# L-아라비노스 오페론
L-아라비노스 오페론(영어: L-arabinose operon)은 대장균에서 5탄당인 L-아라비노스를 분해하는데 관여하는 오페론이다. ara 오페론(영어: ara operon) 또는 araBAD 오페론(영어: araBAD operon)이라고도 한다. L-아라비노스 오페론은 L-아라비노스의 대사에 필요한 3가지 효소를 암호화하고 있는 araB, araA, araD(총칭해서 araBAD)의 3가지 구조 유전자를 포함한다. 이러한 유전자에 의해 생성된 AraB(리불로키네이스), AraA(이성질화효소), AraD(에피머화효소)는 L-아라비노스를 오탄당 인산 경로의 대사 중간생성물인 D-자일룰로스 5-인산으로 전환하는 것을 촉매한다.

## 같이 보기
- 젖당 오페론
- 트립토판 오페론